# Tauride
Pour les articles homonymes, voir Tauride (homonymie) et Chersonèse.
 (octobre 2022).
Si vous disposez d'ouvrages ou d'articles de référence ou si vous connaissez des sites web de qualité traitant du thème abordé ici, merci de compléter l'article en donnant les références utiles à sa vérifiabilité et en les liant à la section « Notes et références ».
La Tauride, Taurique ou Chersonèse Taurique fut le nom jadis donné par les Grecs antiques à la presqu'île de Crimée.
Elle fut le siège du royaume du Bosphore, royaume grec antique établi sur les rives du Bosphore cimmérien (actuel détroit de Kertch, entre la mer Noire et la mer d'Azov), et sur la Tauride proprement dite, qui perdura jusqu'au roi Sauromatès VI où il disparut, conquis par les Goths, lors des invasions barbares.
Passant entre autres dans les mains de l'Empire byzantin, de la Rus' de Kiev et de la république de Gênes, elle appartient à l'Empire mongol (XIIIe siècle) puis devient, de la seconde moitié du XVe à la fin du XVIIIe siècle, le centre du khanat de Crimée. Elle est ensuite annexée par l'Empire russe (1783), qui en fait le gouvernement de Tauride.

## Géographie
Le Bosphore Cimmérien est un détroit qui n'est navigable qu'en été et qui n'a jamais eu l'importance du Bosphore de Thrace, même si les bateaux grecs remontaient jusqu'à l'embouchure du Tanaïs (Don). Vers l'ouest, depuis le Don, le royaume comprenait presque toute la Crimée et la péninsule de Taman, mais vers l'est ses limites restent encore assez vagues. Il contrôlait aussi le débouché du lac Méotide (actuelle mer d'Azov). Sur la rive occidentale se trouvait la ville de Panticapée (Kertch), fondée vers 575 av. J.-C. par des Milésiens, qui fut la capitale du royaume du Bosphore. Outre Panticapée, d'autres villes furent florissantes : Phanagoria sur l'autre rive, fondée par Téos, qui prospéra grâce à ses pêches en mer d'Azov, Chersonèse (près de l'actuelle Sébastopol), fondée vers 600 av. J.-C. par des ressortissants d'Héraclée du Pont, puis Théodosie (Feodossia), elle aussi fondée par Milet. L'activité principale de ces ports consistait en un approvisionnement en blé des cités grecques, dont Athènes, trop peuplée pour subvenir elle-même à ses besoins. Ce précieux blé, en provenance des riches terres de l'est de la Tauride, était emmené en Grèce par voie de mer, traversant au passage la Chersonèse de Thrace.

## Histoire

### Antiquité

La Tauride tire son nom des Taures, peuplade évoquée par Hérodote et Strabon. Selon le mythe, c'est là qu'Iphigénie, la fille d'Agamemnon, est censée avoir été conduite par la déesse Artémis.
L'histoire de ce royaume est assez mal connue avant le Ve siècle av. J.-C. Lors de la fondation des cités, les contacts avec les tribus indigènes sont pacifiques, ce qui permet le développement rapide de ces nouvelles villes avec le reste du monde grec. Les cités vont ensuite être détruites, vers la fin du VIe siècle av. J.-C. par l'expédition de Darius Ier contre les Scythes, à laquelle elles participent. Puis, au début du Ve siècle av. J.-C., plusieurs poleis (cités-États) de la région du Bosphore Cimmérien se regroupent sous la domination de la dynastie des Archéanactides.
Cette dynastie est remplacée par celle des Spartocides en 438/437 av. J.-C., lorsque Spartokos Ier prend le pouvoir et s'installe à Panticapée, qu'il prend pour capitale de son nouveau royaume. Ce dernier entretient des relations commerciales avec les cités grecques, et principalement avec Athènes.
En 115 av. J.-C., Pairisadès V, qui ne peut résister aux attaques des Scythes, demande l'aide du roi du Pont Mithridate VI. Celui-ci réussit à mettre un terme au conflit et, à la mort de Pairisadès V, récupère le trône du Bosphore, qu'il confie en 82 av. J.-C. à son fils aîné, Macharès, auquel succède son frère Pharnace II. Lorsque celui-ci est battu par Rome à Zéla en 47 av. J.-C., le royaume du Bosphore recouvre son autonomie interne, mais sous protectorat romain; l'influence romaine s’y exerce, de diverses façons selon les régions.
Le royaume subsiste jusqu'à sa conquête par les Ostrogoths, au IVe siècle, et la mort de son dernier roi, Sauromatès VI.

### Période byzantine

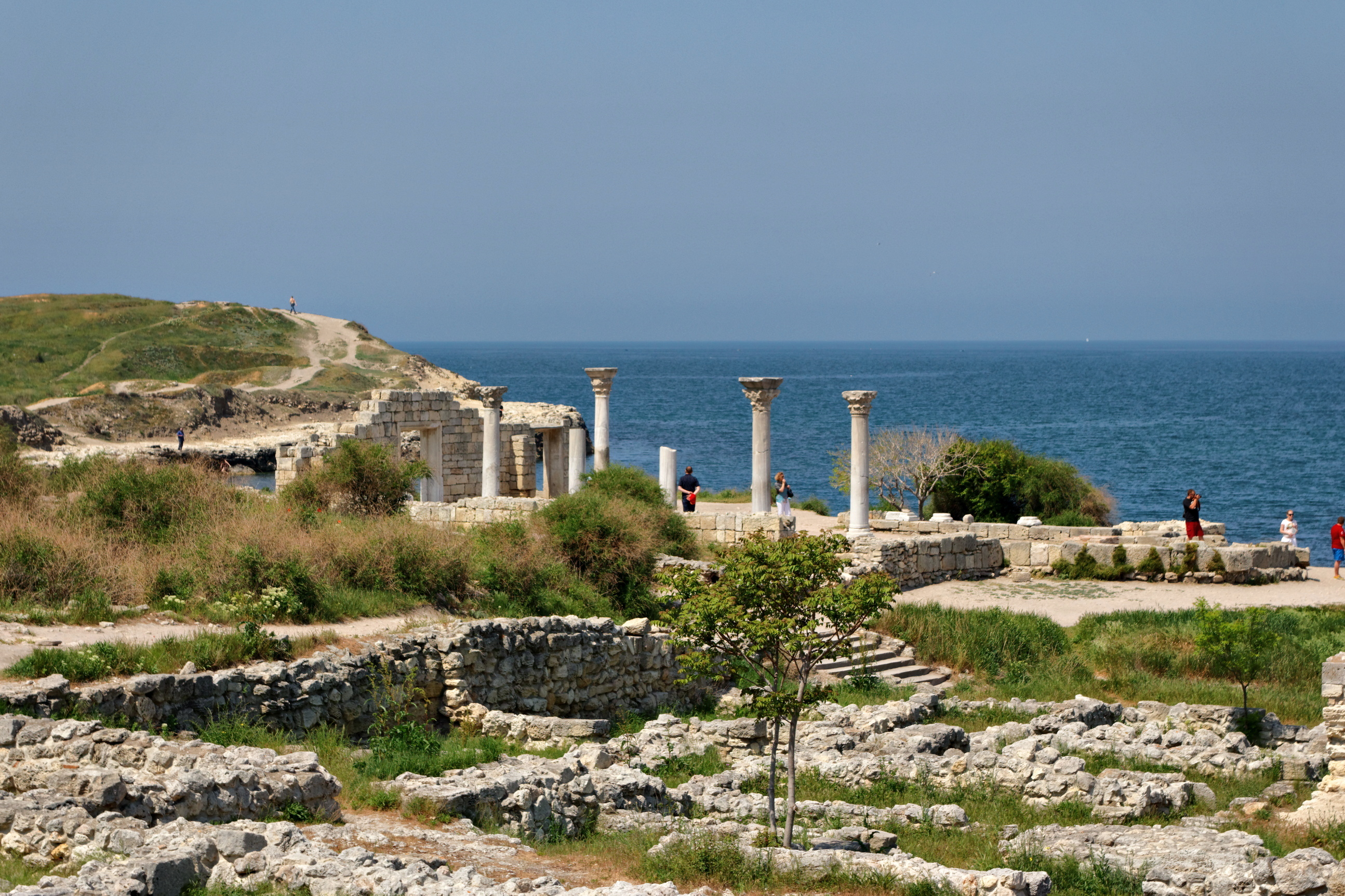
Basilique byzantine de Chersonèse

.

### Période russe
En 1783, Grigori Potemkine, le favori de l'impératrice Catherine II de Russie, reçoit le titre de « prince de Tauride » en récompense de son action lors des conflits qui se sont terminés par l'annexion du khanat de Crimée.
Sous l'Empire russe, la région constitue le gouvernement de Tauride, entre octobre 1802 et octobre 1921. Son centre administratif est Simferopol. Le gouvernement inclut des territoires variables suivant les époques, dont la totalité de la Crimée et son arrière-pays.

## Description
En 1788, l'abbé Jean-Jacques Barthélemy publia un livre intitulé Voyage du jeune Anacharsis en Grèce dans le milieu du IVe siècle, où il rédigea avec un soin méticuleux une description de tous les territoires que traverse son héros, un jeune Scythe. Au début de son voyage, au début de l'an 363 av. J.-C., celui-ci traverse justement le Bosphore Cimmérien, afin d'atteindre le Pont-Euxin.